# Kowsika, Hassan
Kowsika là một làng thuộc tehsil Hassan, huyện Hassan, bang Karnataka, Ấn Độ.